# Jón Leifs
Jón Leifs (1º maggio 1899 – 30 luglio 1968) è stato un compositore, pianista e direttore d'orchestra islandese, autore di numerosi concerti per pianoforte e organo.

## Biografia
Jón Leifs nacque Jón Þorleifsson, presso l'azienda agricola Solheimar, allora nell'Austur-Húnavatnssýsla, nord-ovest dell'Islanda. Se ne andò per andare in Germania nel 1916 a studiare presso il Conservatorio di Lipsia. Si laureò nel 1921 avendo studiato pianoforte con Robert Teichmüller, ma non decise di intraprendere la carriera di pianista, dedicando il suo tempo invece alla direzione e composizione. Durante questo periodo studiò anche composizione con Ferruccio Busoni, che lo esortò a "seguire la propria strada nella composizione".
Nel 1920 Jón Leifs diresse una serie di orchestre sinfoniche in Germania, Cecoslovacchia, Norvegia e Danimarca, diventando così l'unico direttore islandese di successo a livello internazionale fino ad oggi, anche se non riuscì ad ottenere una posizione fissa. Durante un tour della Norvegia, le Isole Faroe e l'Islanda con la Philharmoniker Hamburg, diede i primi concerti sinfonici in Islanda nell'estate del 1926 (per un totale di 13 concerti con programmi diversi). Durante questo periodo fu anche molto attivo come scrittore di musica e interpretazione musicale, sia in tedesco che islandese. Tra il 1925 e il 1928, viaggiò per l'Islanda in tre occasioni per registrare le canzoni popolari tra la popolazione nella sua terra natia, la contea di Húnavatnssýsla, nel nord dell'Islanda. Le sue osservazioni su questo lavoro furono pubblicate sia in riviste islandesi che tedesche.
Cominciando con gli arrangiamenti per pianoforte di canzoni popolari islandesi, nel 1920 Jón Leifs iniziò una carriera attiva come compositore. Dal 1930 concentrò i suoi sforzi sulla composizione di grandi opere per orchestra, alcune delle quali sono state eseguite solo dopo la sua morte. La maggior parte della sua produzione si ispira ai fenomeni naturali islandesi. Nel pezzo Hekla si descrive l'eruzione del vulcano Hekla, di cui fu testimone. Dettifoss (Op. 57) fu ispirato da Dettifoss, la cascata più potente d'Europa. Nella Saga Symphony ritrae musicalmente cinque personaggi delle classiche saghe islandesi.
Nel 1935 Jón Leifs fu nominato Direttore Musicale del National Broadcasting Service islandese. Tuttavia, dopo aver trovato difficoltà ad attuare la sua idea per migliorare il servizio radio, si dimise dalla carica nel 1937 e tornò in Germania.

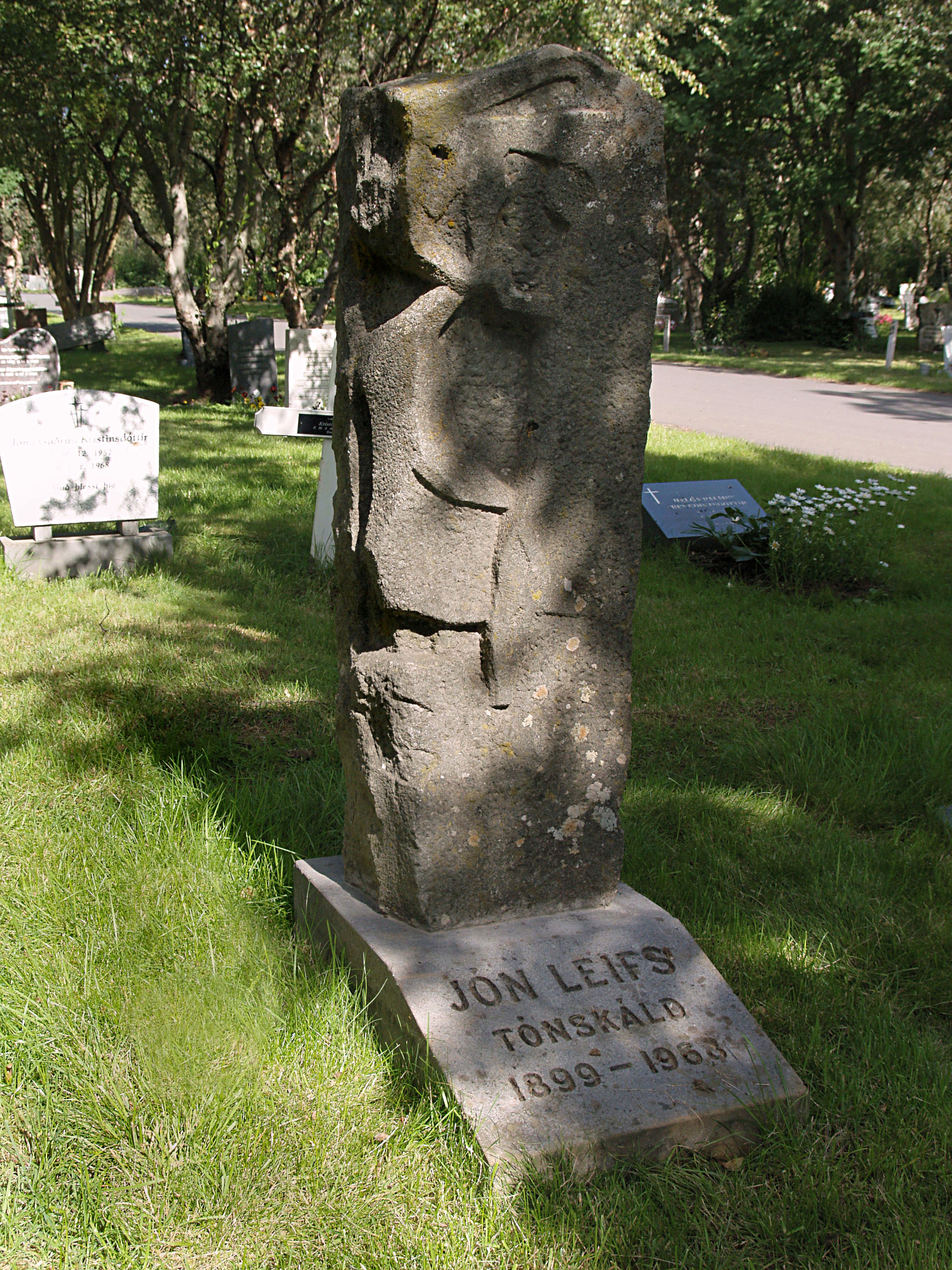
Tomba di Jón Leifs a Fossvogsgarður, cimitero di Reykjavík.

Jón Leifs sposò la pianista Annie Riethof subito dopo la laurea presso il Conservatorio di Lipsia. Ebbero due figlie, Snót e Líf, e fecero la loro prima casa a Wernigerode. Dal momento che Riethof era ebreo, la famiglia viveva sotto la costante minaccia della persecuzione nazista. Nel 1944, la coppia riuscì a ottenere il permesso di lasciare la Germania e si trasferì in Svezia con le loro figlie. Tuttavia, in questo periodo il loro matrimonio dimostrava segni di tensione e divorziarono nel 1946. Jón Leifs poi si sposò e divorziò, da una donna svedese, Thea Andersson. La sua terza moglie, che gli sopravvisse, fu Þorbjörg Jóhannsdóttir Leifs (1919-2008). Lei e Jon ebbero un figlio, Leifur (n. 1957).
Nel 1945 Jón Leifs tornò in Islanda (lasciando la sua famiglia in Svezia) e divenne un fiero sostenitore dell'educazione musicale e dei diritti degli artisti. Questo comportò lavorare per la ratifica da parte dell'Islanda della Convenzione di Berna, avvenuta nel 1947 e la creazione della Performing Rights Society of Iceland (STEF) nel 1948.
Nel 1947 avvenne la tragedia. La figlia minore di Jón Leifs,  Líf annegò in un incidente di nuoto al largo delle coste della Svezia nel 1947, a soli diciotto anni di età. Sopraffatto dal dolore, compose quattro opere dedicate alla sua memoria, tra cui il Requiem op. 33b per coro misto, forse il suo pezzo più celebre. Le altre opere sono Torrek op. 33a, per voce sola e pianoforte, Erfiljóð (In memoriam) op. 35 per coro maschile, e il quartetto d'archi Vita et mors op. 36.
Jón Leifs compose il suo ultimo lavoro, Consolazione, Intermezzo per orchestra d'archi, quando aveva solo poche settimane di vita. Morì di cancro ai polmoni a Reykjavík nel 1968.
Jón Leifs e la sua prima moglie, sono i soggetti del film Lacrime di pietra (Tár úr steini) (1995) del regista islandese Hilmar Oddsson. Una piazza di Bergholz-Rehbrücke (Nuthetal, Germania), dove viveva con la sua famiglia dal 1930 fino al 1944, porta il suo nome.

## Opere
- Vokudraumur (Reverie) for solo piano (1913)
- Torrek - Intermezzo, Op. 1 No. 2 (piano piece) (1919)
- Trilogia piccola, Op. 1 (1922–24)
- Four Pieces for solo piano, Op. 2 (1921)
- Studies for solo violin, Op. 3 (1924)
- 3 Songs, Op. 4 (1924)
- Organ Prelude, Op. 5, No. 1 (1924)
- Kyrie, chorus, Op. 5, No. 2 (1924)
- Loftr-Suite, Op. 6a (1925)
- Icelandic Folk Songs for solo piano (1925)
- Organ Concerto, Op. 7 (1930)
- Variations on a Theme by Beethoven, Op. 8 (1930)
- Iceland Overture, Op. 9 (1926)
- Overture to 'Loftr', Op. 10 (1927)
- Icelandic Folk Dances, Op. 11 (1929–30)
- 3 Church Songs (Hymns) for voice and piano/organ, Op. 12a (1929)
- Iceland Cantata, Op. 13 (1930)
- 2 Songs for voice and piano, Op. 14a (1929–30)
- New Icelandic Dances, Op. 14b (1931)
- Islendingaljoo (Poems of Icelanders) for male chorus, Op. 15a (1931)
- Sjavarvisur (Ocean Verses) for male chorus, Op. 15b (1931)
- 3 Organ Preludes, Op. 16 (1931)
- Islenskir songdansar (Icelandic Dance-Songs) for chorus and instruments ad lib, Op. 17a (c. 1931)
- 2 Songs for voice and piano, Op. 18a (1931)
- 2 Songs of the Edda (Love Verses from the Edda) for tenor and piano, Op. 18b (1931–32)
- Nocturne for harp, Op. 19a (c. 1934)
- 2 Icelandic Folk Songs for voice and piano, Op. 19b (1934)
- Edda, Part 1 "The Creation of the World", Op. 20 (1932–37)
- Mors et Vita, Op. 21 (1st String Quartet) (1939)
- Guðrúnarkviða, Op. 22 (1940)
- 3 Songs for voice and piano, Op. 23 (1941)
- 3 Saga Songs (3 Songs from Icelandic Sagas) for tenor and piano, Op. 24 (1941)
- Songs from the Saga Symphony for tenor and piano, Op. 25 (1941)
- Sögusinfónía (Saga Symphony), Op. 26 (1941–42)
- 3 aettjaroarsongvar (3 Patriotic Songs) for male chorus, Op. 27 (1927–43)
- 3 songvar eftir Jónas Hallgrímsson (3 Verses by Jónas Hallgrímsson) for chorus, Op. 28 (1943)
- Islendingaljoo (Poems of Icelanders) for male chorus, Op. 29 (1943)
- Islendingaljoo (Poems of Icelanders) for chorus, Op. 30 (1943)
- 3 Ancient Songs for voice and piano, Op. 31 (1944)
- 3 althyousongvar (3 Folksongs) for chorus, Op. 32 (1945)
- Torrek, Op. 33a (1947)
- Requiem, Op. 33b (1947)
- Baldr, Op.34 (1943–47), A Choreographic Drama in Two Acts
- Erfiljóð (Elegies), Op. 35 (1948)
- Vita et Mors, Op. 36 (2nd String Quartet) (1948–51)
- Fjallasongvar (Mountain Verses) for mezzo-soprano, baritone, male chorus, timpani, percussion and double bass, Op. 37 (1948)
- Thorgeroarlog (Songs of Thorgerdur) for male chorus, flute, viola and cello, Op. 38 (1948)
- 2 songvar (2 Songs) for male chorus, Op. 39 (1948–61)
- Réminiscence du nord, Op. 40 (1952)
- Landfall - Overture, Op. 41 (1955)
- Edda, Part 2, "Lif guoanna" (The Lives of the Gods), oratorio for soli, chorus and orchestra, Op. 42 (1951–66)
- Baptism Invocation for baritone and organ, Op. 43 (1957)
- Trois peintures abstraites, Op. 44 (Þrjú óhlutræn málverk) (1955)
- Memorial Songs on the Death of Jónas Hallgrímsson for mezzo-soprano/baritone and piano, Op. 45 (1958)
- Vorvísa (Spring Song), Op. 46 (1958)
- Stand, House of Stone, tenor and piano, op. 47a (1958)
- Turmglockenspiel über Themen aus Beethovens Neunter Symphonie for carillon (1958)
- Das Leben muss trotz allem Stets weiter gehen for carillon (1958)
- Es ist ein Ros entsprungen for folksong, chorus (arr. 1958)
- Stand, House of Stone for tenor and piano, Op. 47a (1958)
- Jónas Hallgrímsson in memoriam, Op. 48 (1961)
- Boy's Song "Strakalag", Op. 49 (1961)
- Quintet, Op. 50 for flute/piccolo, clarinet, bassoon, viola and cello (1961)
- Geysir, Op. 51 (1961)
- Hekla, Op. 52 (1961) for orchestra and percussion
- Elegy, Op. 53 (1961)
- Víkingasvar (Viking's Answer), Op. 54 (1962), Intermezzo for wind ensemble, percussion, violas and double basses
- Fine I, Op. 55 (1963) (Farewell to earthly life)
- Fine II, Op. 56 (1963) (Farewell to earthly life)
- Dettifoss, Op. 57 (1964)
- Scherzo concreto, Op.58 (1964)
- Nótt (Night), Op. 59 (1964)
- Darraðarljóði, Op. 60 (1964)
- Helga kviða Hundingsbana, Op.61 (1964)
- Grógaldr, Op. 62 (1965)
- Hafís (Drift Ice), Op. 63 (1965)
- El Greco, Op. 64 (3rd String Quartet) (1965)
- Heilsuheimt (Health Regained) for chorus (arr. 1965) [orig. work of Ludwig van Beethoven, Op. 132, No. 2]
- Edda, Part 3 "Ragnarok" (The Twilight of the Gods), oratorio for soli, choruses and orchestra, op. 65 (1966-68, incomplete)
- Hughreysting (Consolation), Intermezzo for string orchestra, Op. 66 (1968)